# Gekon panenský
Gekon panenský (Lepidodactylus lugubris) je malý ještěr z čeledi gekonovitých.

## Popis
Dorůstají velikosti cca 10 cm. Břišní strana je žlutá s nepravidelným černým tečkováním. Shora je hnědý s příčnými světlými a černými pásky ve tvaru ostře zakončených vlnovek. Všichni gekoni jsou stejně zbarvení a podle teploty a nálady se zbarvení pohybuje v rozmezí mléčné kávy až po hodně tmavě hnědou, což jim pomáhá splývat s kůrou stromu. Na tlapkách mají lamely („přísavky“), pomocí nichž dokáží lézt i po skle, a na každém prstu mají malý drápek.

### Potrava
Živí se zejména drobnými členovci jako jsou např. mouční červi, cvrčci, pavouci, švábi, ale i ovocem.

### Rozmnožování
Samičky se, mimo běžného pohlavního rozmnožování, dokáží množit partenogeneticky, tj. nepotřebují pro množení samečky a potomci vylíhnutí tímto způsobem jsou opět samičího pohlaví a disponují touže vlastností. Při vytvoření optimálních podmínek snáší samice každý měsíc 2 vápenitá vejce. Mláďata se líhnou při teplotě 27 °C po cca 50 dnech.